# María Seguí
María Seguí Gómez (Barcelona, España, 4 de septiembre de 1967) fue directora general de Tráfico (DGT) entre febrero de 2012 y julio de 2016. Sustituyó en el cargo a Pere Navarro Olivella. El 22 de julio de 2016 dimitió del cargo por verse involucrada en un presunto caso de corrupción que fue demostrado falso posteriormente.

## Biografía
María Seguí es licenciada en Medicina y Cirugía General por la Universidad de Barcelona, donde posteriormente también realizó un máster en Salud Pública. Posee también máster y doctorado en Ciencias en Política Sanitaria por la Universidad de Harvard.
Ejerció de profesora titular en la Universidad de Navarra, donde presidía el European Center for Injury Prevention, hasta que el 22 de julio de 2011 se publica en el DOCM su nombramiento como directora general de Salud Pública, Drogodependencia y Consumo de la Junta de Comunidades de Castilla-La Mancha. Sólo unos meses después, en febrero de 2012, es nombrada directora general de la Dirección General de Tráfico.

### Gestión de la Dirección General de Tráfico
El 19 de julio de 2016 el Ministerio de Interior inició una investigación sobre una asignación de fondos a proyectos de investigación que la DGT había concedido a la Universidad de Zaragoza, entidad donde trabajaba su marido. La asignación, con una cantidad de 49.950 euros en un año, se realizó sin concurso público para proyectos de investigación sobre el tráfico. 
Ante estos hechos, tres días después dimitió de su cargo. El Gobierno de España, por medio de su portavoz, Soraya Sáenz de Santamaría, agradeció su trabajo en la «importante reducción de la siniestralidad», como reflejan los datos estadísticos oficiales de accidentes con víctimas publicados por la Dirección General de Tráfico (2012: 1903 fallecidos; 2013: 1680 fallecidos; 2014: 1688 fallecidos; 2015: 1689 fallecidos).
En marzo de 2017 la Oficina de Conflictos de Intereses del Ministerio de Hacienda determinó que no existía infracción en la adjudicación de los contratos citados al no existir constancia de que su marido se beneficiase de ellos, procediendo al archivo del expediente.